# Flandrische Transgression
Flandrische Transgression ist die mehrdeutige, uneinheitlich benutzte Bezeichnung für einen Anstieg des Meeresspiegels im Holozän. Sie steht im weiteren Sinne für den globalen postglazialen Meeresspiegelanstieg im gesamten Holozän (das Holozän wurde im englischen Sprachraum früher „Flandrian“ genannt) und im engeren Sinn für die ältere zweier Phasen dieses holozänen Meeresspiegelanstieges, die bis ca. 1000 v. Chr. währte und auch als Calais-Transgression bezeichnet wird, sowie für das stratigraphische Intervall der während dieser Phase im südlichen Nordseeraum abgelagerten Sedimente. Oft wird daher zumindest in deutschsprachiger jüngerer Literatur die Bezeichnung „Flandrische Transgression“ vermieden.
Eine Klimaerwärmung vor ungefähr 12.000 Jahren leitete das Ende der Weichsel-Kaltzeit und den Beginn des Holozäns ein. Das Abschmelzen der kontinentalen Eisschilde Nordamerikas und Europas infolge der höheren Temperaturen führte zu einem Anstieg des globalen (eustatischen) Meeresspiegels, der sich auch auf den Nordseeraum auswirkte.

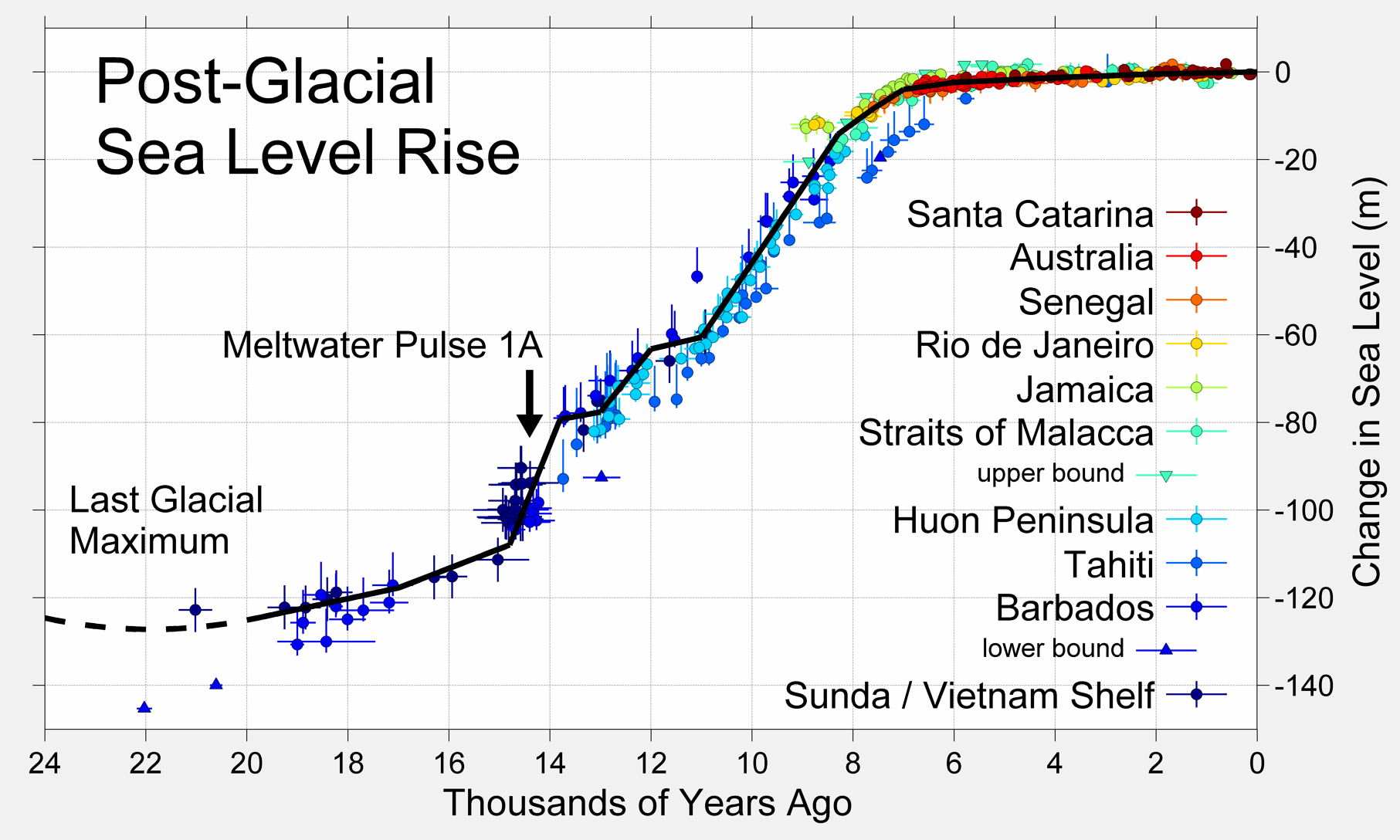
Die globale Meeresspiegelkurve der letzten 24.000 Jahre zeigt deutlich den postglazialen Anstieg.

Am Ende der Weichsel-Kaltzeit lag der globale Meeresspiegel noch mehr als 50 Meter unter dem heutigen Niveau und weite Teile der heutigen südlichen Nordsee waren Festland. Anhand palynostratigraphischer und radiometrischer (14C) Datierungen mariner Holozän-Sedimente im südlichen Nordseeraum konnte nachgewiesen werden, dass der Meeresspiegel der Nordsee zwischen ca. 7750 v. Chr. und 6000 v. Chr. rapide von 45 m unter NN auf 15 m unter NN (mittleres Hochwasser) anstieg, was einem jährlichen Anstieg von 1,7 cm entspricht. Um 6000 v. Chr. war die Küstenlinie bis zum Nordrand der heutigen West- und Ostfriesischen Inseln vorgerückt.
Nachfolgend nahm das Tempo des Meeresspiegelanstiegs ab und es entstand die heutige Küstenlandschaft der Nordsee mit ihrem ausgedehnten Wattenmeer: Zunächst wurde durch den Anstieg des Meeresspiegels der Grundwasserspiegel in der damaligen küstennahen Landschaft („Paläogeest“) angehoben, wodurch diese vernässte, was wiederum zur Akkumulation von Torf führte. Der fortgesetzte Anstieg des Meeresspiegels resultierte dann in der Ablagerung mächtiger feinkörniger, terrigener, organikreicher Wattsedimente (Klei), die den basalen Torfhorizont überlagern. Sogenannte schwimmende Torfhorizonte, die der bis zu 25 m mächtigen holozänen Wattsedimentabfolge eingeschaltet sind (sie „schwimmen“ in den Wattsedimenten), repräsentieren Phasen der Stagnation oder eines geringfügigen Absinkens des Meeresspiegels, in denen die Küstenlinie kurzzeitig seewärts vorrücken konnte. Die zweite dieser insgesamt sieben nachgewiesenen regressiven Phasen fand zwischen 1500 v. Chr. und 1000 v. Chr. statt und wird durch einen der markantesten und am weitesten verbreiteten Torfhorizonte im Holozän des südlichen Nordseeraumes repräsentiert, den sogenannten Oberen Torf. Sie bildet den Abschluss der Flandrischen Transgression im engeren Sinne, wobei der Meeresspiegel zu diesem Zeitpunkt in etwa bei 2 m unter NN (mittleres Hochwasser) stand. Der darauffolgende, in zyklischen Schüben ablaufende, ebenfalls langsame Meeresspiegelanstieg des jüngsten Holozäns (ab ca. 1000 v. Chr.) wird auch als Dünkirchen-Transgression bezeichnet.